# Maurolicus javanicus
Maurolicus javanicus és una espècie de peix pertanyent a la família dels esternoptíquids.

## Descripció
- Fa 4,4 cm de llargària màxima.
- Nombre de vèrtebres: 30-31.[5][6]

## Hàbitat
És un peix marí, d'aigües fondes i batipelàgic.

## Distribució geogràfica
Es troba a l'Índic oriental (Java i Austràlia) i el nord del mar del Corall.

## Observacions
És inofensiu per als humans.